# Cud w Bernie (film)
Cud w Bernie (niem. Das Wunder von Bern) – niemiecki dramat obyczajowy z 2003 roku w reżyserii Sönke Wortmanna. Film nawiązuje do meczu finałowego mistrzostw świata 1954, w którym reprezentacja RFN pokonała faworytów – reprezentację Węgier 3:2. Mecz ten potocznie określany jest jako tzw. "cud w Bernie".
Film jest uważany za portret powojennych Niemiec. Cud w Bernie obejrzało w kinach ponad 6 milionów osób, jest zaliczany do najlepiej sprzedających się filmów. Na premierze obecni byli: kanclerz Gerhard Schröder, premier Nadrenii Północnej-Westfalii Peer Steinbrück oraz minister spraw wewnętrznych Otto Schily.

## Opis fabuły
Rok 1954. Akcja filmu toczy się w zachodnioniemieckim miasteczku w Zagłębiu Ruhry. 11-letni Matthias mieszka wraz z matką, siostrą i bratem i razem z nimi wyczekuje powrotu ojca - jeńca wojennego z Syberii. Matthias to zagorzały fan piłki nożnej. Jego idolem jest, grający w narodowej reprezentacji, Helmut Rahn, któremu chłopak pomaga w noszeniu toreb itp. Matthias traktuje go jak swojego ojca i stara się spędzać z nim jak najwięcej czasu. Nadchodzi czas piłkarskich mistrzostw świata w Szwajcarii. Niedługo przed ich rozpoczęciem wraca ojciec Matthiasa, Richard. Mężczyzna po przeżytym koszmarze nie potrafi się jednak odnaleźć w nowej rzeczywistości. Jedynym ratunkiem dla niego okazuje się syn i jego zamiłowanie - piłka nożna.

## Obsada
- Louis Klamroth: Matthias Lubanski
- Peter Lohmeyer: Richard Lubanski
- Johanna Gastdorf: Christa Lubanski
- Mirko Lang: Bruno Lubanski
- Birthe Wolter: Ingrid Lubanski

Reprezentacja Niemiec:
- Jo Stock: Toni Turek
- Christian Broos: Werner Kohlmeyer
- Holger Dexne: Horst Eckel
- Sascha Göpel: Helmut Rahn
- Simon Verhoeven: Ottmar Walter
- Knut Hartwig: Fritz Walter
- Martin Bretschneider: Hans Schäfer
- Andreas Bath: Werner Liebrich
- Sylvester Pezena: Josef Posipal
- Jan Holland: Karl Mai
- Tobias Hartmann: Max Morlock
- Christian Leonard: Karl-Heinz Metzner
- Gotthard Lange: Alfred Pfaff
- Dirk Szczepaniak: Bernhard Klodt
- Matthias Sellmann: Fritz Laband
- Thomas Stodulka: Herbert Erhardt
- Jens Busch: Hans Bauer
- Michael Herkendell: Richard Herrmann
- Alexander von Moers: Ulrich Biesinger
- Thomas Geerlings: Heinz Kubsch
- Markus Mozin: Heinrich Kwiatkowski
- Torsten Rother: Paul Mebus
- Peter Franke: Sepp Herberger (trener)

Inni:
- Katharina Wackernagel: Annette Ackermann
- Lucas Gregorowicz: Paul Ackermann
- Andreas Obering: Herbert Zimmermann

## Nagrody
- Międzynarodowy Festiwal Filmowy w Locarno (Nagroda publiczności): 2003
- Goldene Leinwand
- Bavarian Film Award: 2004
  - Najlepszy Reżyser: Sönke Wortmann
  - Najlepsza Aktorka: Johanna Gastdorf